# Mark Davis (Baseballspieler, 1960)
Mark William Davis (* 19. Oktober 1960 in Livermore, Kalifornien) ist ein ehemaliger US-amerikanischer Baseballspieler in der Major League Baseball (MLB) auf der Position des Pitchers. 1988 und 1989 wurde er in das All-Star-Team der NL gewählt. 1989 gewann er ebenfalls den Cy Young Award der National League (NL).

## Werdegang
Davis debütierte in der MLB im Trikot der Philadelphia Phillies am 12. September 1980 im Alter von 19 Jahren gegen die St. Louis Cardinals. In der Begegnung pitchte er zwei Innings und warf ein Strikeout und ein Base on Balls. Das Spiel verloren die Phillies mit 4 zu 7. 1982 wechselte Davis in die Minor League zu den Oklahoma City 89ers, einem Triple-A-Team der Phillies in der American Association. Dort kam er auf 21 Einsätze konnte aber nicht mit einer Earned Run Average (ERA) von 6.24 nicht überzeugen. Von 1984 bis 1987 spielte er für die San Francisco Giants. Im ersten Jahr für die Giants startete er in 27 Spielen. In der folgenden Saison wurde er der primäre Relief Pitcher der Giants. 1988 wurde Davis das erste Mal in das All-Star-Team der NL gewählt. 1989 sollte Davis erfolgreichstes Jahr in seiner Karriere werden, denn er wurde das zweite Mal in das All-Star-Team gewählt und wurde aufgrund seiner Leistungen (44 Saves und eine ERA von 1.85) mit dem Cy Young Award ausgezeichnet. Davis unterzeichnete ein Jahr darauf bei den Kansas City Royals einen Vertrag über 10 Millionen US-Dollar, konnte aber nicht an seine Leistungen von 1989 anknüpfen. Nach den Royals wechselte er zu verschiedenen Teams, darunter die Atlanta Braves, die Philadelphia Phillies und die San Diego Padres. Jedoch konnte er auch nicht bei diesen Teams an seine Leistungen von 1989 anknüpfen und er bestritt sein letztes Spiel am 28. September 1997 für die Milwaukee Brewers gegen die Baltimore Orioles. In dieser Begegnung pitchte er 2⁄3 Innings und warf ein Strikeout. Das Spiel verloren die Brewers mit 6 zu 7.